# Juan Dionisio Marcín
Juan Dionisio Marcín fue un político mexicano que nació en la villa de Tacotalpa (Tabasco) y llegó a ser gobernador interino del estado de Tabasco entre 1829 y 1830.

## Primera invasión de los Chenes
El pronunciamiento a favor del centralismo, ocurrido en la capital San Juan Bautista el 21 de noviembre de 1829, así como el hecho de que Santiago Duque de Estrada, uno de los promotores del centralismo en el estado, y enemigo del entonces gobernador tabasqueño Agustín Ruiz de la Peña, acudiera ante el gobernador centralista de Yucatán, José Segundo Carvajal para solicitarle apoyo a fin de instalar un sistema centralista en Tabasco, propiciaron que Yucatán invadiera Tabasco con 300 soldados en lo que se conoce como la Primera invasión de los Chenes.

## Gobernador interino de Tabasco
Con el apoyo de Yucatán a los rebeldes tabasqueños, se generalizaron los disturbios y el gobernador de Tabasco Agustín Ruiz de la Peña fue hecho prisionero y permaneció recluido en una prisión de la ciudad de Campeche hasta septiembre de 1831. Ante la aprehensión de Ruiz de la Peña, se encargó del gobierno del estado el vicegobernador Juan Dionisio Marcín desde el 20 de diciembre de 1829, con el título de Vicegobernador encargado del Poder Ejecutivo. 
Al no haber condiciones en la capital del estado San Juan Bautista, Dionisio Marcín se trasladó junto con el Congreso del Estado, a la villa de Teapa, nombrándola capital provisional de Tabasco, y desde donde ejerció el cargo de gobernador. Desde Teapa, Marcín expidió un Acta, en al que defendía el sistema federalista en el estado. Posteriormente, una vez que los rebeldes centralistas fueron derrotados, en marzo de 1830 regresó los poderes a San Juan Bautista. 
Desde mayo y hasta agosto de 1830 continuó Marcín en el gobierno, pero con motivo del cambio de Administración General, que trajo el célebre Plan de Jalapa, que cambió el rostro de la política nacional, el Congreso del Estado, expidió un decreto el 23 de agosto de 1830, por el que se "declaraba vacante el cargo del Vicegobernador del estado que ostentaba el C. Dionisio Marcín, por no haber publicado en tiempo el Plan del Ejército de Reservador" por lo que fue despojado de la gubernatura del estado.
El artículo 2 del propio decreto decía: "La Junta Electorial del Estado cubrirá la vacante a la mayor brevedad posible, por convenir al mejor servicio nacional", por lo que el Primer Vocal del Consejo de Gobierno, José Eusebio Magdonel fue nombrado Gobernador interino el 14 de agosto de 1830.